# Rem (jednostka)
Rem (ang. roentgen equivalent in man) – jednostka równoważnika dawki promieniowania jonizującego pochłoniętego przez organizm. 1 rem jest odpowiednikiem dawki równoważnej równej 0,01 Sv (0,01 Gy dawki pochłoniętej promieniowania gamma) pod względem działania biologicznego.